# Tour de Slovénie 2018

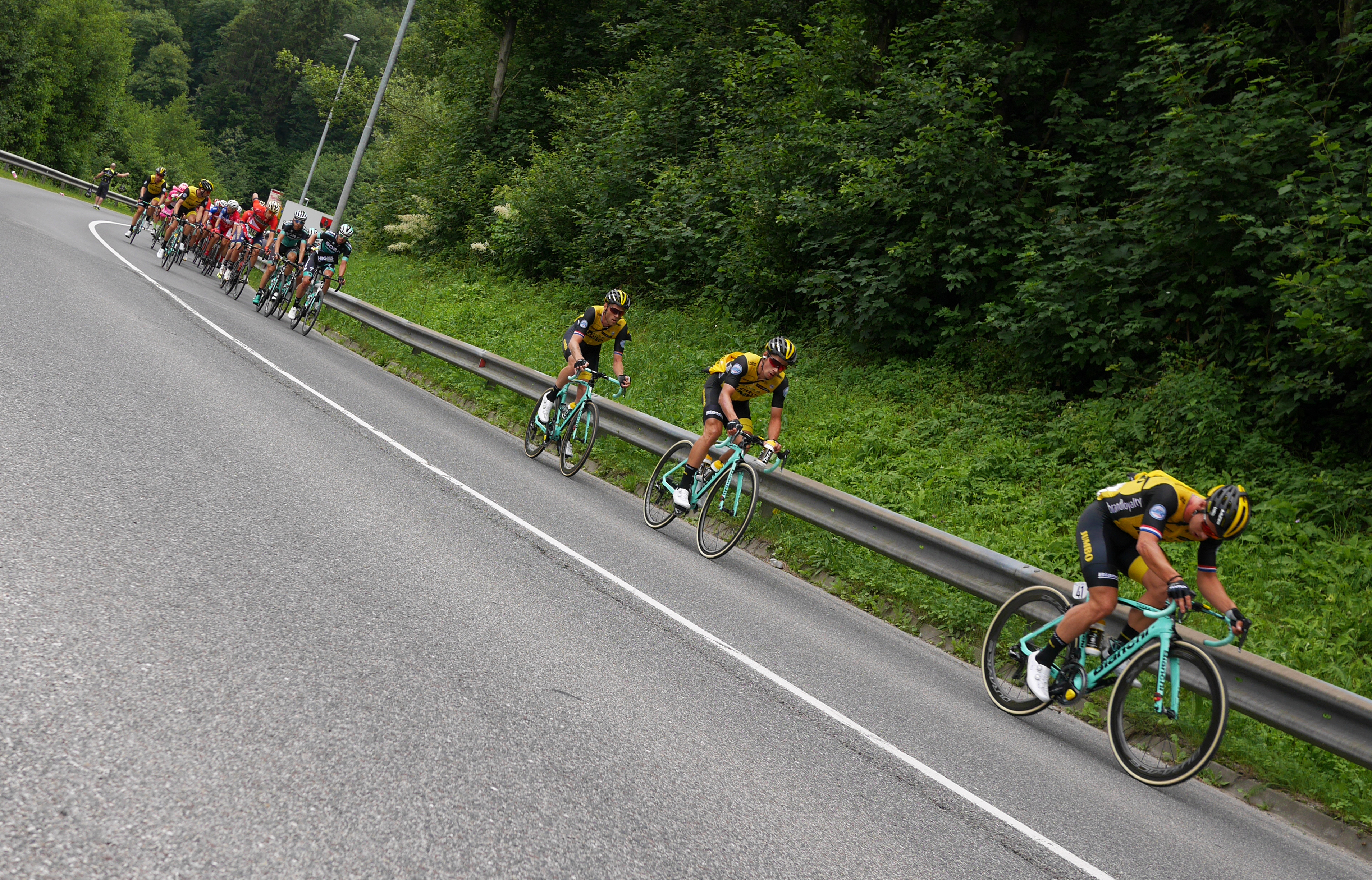
3e étape du Tour de Slovénie 2018 sur la colline de Trojane avec l'équipe Lotto Jumbo (NL) en tête. Primož Roglič est le deuxième en partant de la droite avec Dylan Groenewegen à l'extrême droite.

Le Tour de Slovénie 2018 est la 25e édition de cette course cycliste sur route masculine. Il a lieu du 13 au 17 juin 2018 en Slovénie. Il figure au calendrier de l'UCI Europe Tour 2018 en catégorie 2.1. et comprend cinq étapes. 

## Présentation

### Équipes
| WorldTeams (9)- Bora-Hansgrohe - Katusha-Alpecin - Bahrain-Merida - EF Education First-Drapac p/b Cannondale - Dimension Data - Lotto NL-Jumbo - Mitchelton-Scott - Team Sunweb - UAE Team Emirates Équipes continentales professionnelles (5)- Androni Giocattoli-Sidermec - Nippo-Vini Fantini-Europa Ovini - Gazprom-RusVelo - Israel Cycling Academy - CCC Sprandi Polkowice Équipes continentales (7)- Adria Mobil - Ljubljana Gusto Xaurum - Dukla Banská Bystrica - Elkov-Author - Meridiana Kamen - Sangemini-MG.Kvis - My Bike-Stevens Équipe nationale- Slovénie |
| |

## Étapes
| Étape     | Date    | Villes étapes             | type                        | Distance (km) | Vainqueur d'étape | Leader du classement général |
| --------- | ------- | ------------------------- | --------------------------- | ------------- | ----------------- | ---------------------------- |
| 1re étape | 13 juin | Lendava – Murska Sobota   |                             | 159           | Simone Consonni   | Simone Consonni              |
| 2e étape  | 14 juin | Maribor – Rogaška Slatina |                             | 152,7         | Dylan Groenewegen | Ben Hill                     |
| 3e étape  | 15 juin | Slovenske Konjice – Celje |                             | 175,7         | Rigoberto Urán    | Rigoberto Urán               |
| 4e étape  | 16 juin | Ljubljana – Kamnik        |                             | 155,2         | Primož Roglič     | Primož Roglič                |
| 5e étape  | 17 juin | Trebnje – Novo Mesto      | contre-la-montre individuel | 21,5          | Primož Roglič     | Primož Roglič                |

## Déroulement de la course

### 1reétape
| \| Classement de l'étape \| Classement de l'étape \| Classement de l'étape \| Classement de l'étape \| Classement de l'étape \| \| Coureur \| Coureur \| Pays \| Équipe \| Temps \| \| --------------------- \| --------------------- \| --------------------- \| ------------------------- \| --------------------- \| \| 1er \| Simone Consonni \| Italie \| UAE Team Emirates \| 3 h 32 min 05 s \| \| 2e \| Matteo Pelucchi \| Italie \| Bora-Hansgrohe \| + 0 s \| \| 3e \| Niccolò Bonifazio \| Italie \| Bahrain-Merida \| + 0 s \| \| 4e \| Luka Mezgec \| Slovénie \| Mitchelton-Scott \| + 0 s \| \| 5e \| Rick Zabel \| Allemagne \| Katusha-Alpecin \| + 0 s \| \| 6e \| Sondre Holst Enger \| Norvège \| Israel Cycling Academy \| + 0 s \| \| 7e \| Timo Roosen \| Pays-Bas \| LottoNL-Jumbo \| + 0 s \| \| 8e \| Rok Korošec \| Slovénie \| My Bike-Stevens \| + 0 s \| \| 9e \| Sacha Modolo \| Italie \| EF Education First-Drapac \| + 0 s \| \| 10e \| Luca Colnaghi \| Italie \| Sangemini-MG.Kvis-Vega \| + 0 s \| |                    |           |                           |                 |
| |                    |           |                           |                 |
| Source : ProCyclingStats |                    |           |                           |                 |
| Classement de l'étape |                    |           |                           |                 |
| Coureur | Coureur            | Pays      | Équipe                    | Temps           |
| 1er | Simone Consonni    | Italie    | UAE Team Emirates         | 3 h 32 min 05 s |
| 2e | Matteo Pelucchi    | Italie    | Bora-Hansgrohe            | + 0 s           |
| 3e | Niccolò Bonifazio  | Italie    | Bahrain-Merida            | + 0 s           |
| 4e | Luka Mezgec        | Slovénie  | Mitchelton-Scott          | + 0 s           |
| 5e | Rick Zabel         | Allemagne | Katusha-Alpecin           | + 0 s           |
| 6e | Sondre Holst Enger | Norvège   | Israel Cycling Academy    | + 0 s           |
| 7e | Timo Roosen        | Pays-Bas  | LottoNL-Jumbo             | + 0 s           |
| 8e | Rok Korošec        | Slovénie  | My Bike-Stevens           | + 0 s           |
| 9e | Sacha Modolo       | Italie    | EF Education First-Drapac | + 0 s           |
| 10e | Luca Colnaghi      | Italie    | Sangemini-MG.Kvis-Vega    | + 0 s           |

| \| Classement général \| Classement général \| Classement général \| Classement général \| Classement général \| \| Coureur \| Coureur \| Pays \| Équipe \| Temps \| \| ------------------ \| ------------------ \| ------------------ \| ---------------------- \| ------------------ \| \| 1er \| Simone Consonni \| Italie \| UAE Team Emirates \| 3 h 31 min 55 s \| \| 2e \| Ben Hill \| Australie \| Ljubljana Gusto Xaurum \| + 0 s \| \| 3e \| Jon Božič \| Slovénie \| Adria Mobil \| + 2 s \| \| 4e \| Matteo Pelucchi \| Italie \| Bora-Hansgrohe \| + 3 s \| \| 5e \| Niccolò Bonifazio \| Italie \| Bahrain-Merida \| + 4 s \| \| 6e \| Juraj Bellan \| Slovaquie \| Dukla Banská Bystrica \| + 6 s \| \| 7e \| Luka Mezgec \| Slovénie \| Mitchelton-Scott \| + 8 s \| \| 8e \| Rick Zabel \| Allemagne \| Katusha-Alpecin \| + 10 s \| \| 9e \| Sondre Holst Enger \| Norvège \| Israel Cycling Academy \| + 10 s \| \| 10e \| Timo Roosen \| Pays-Bas \| LottoNL-Jumbo \| + 10 s \| |                    |           |                        |                 |
| |                    |           |                        |                 |
| Source : ProCyclingStats |                    |           |                        |                 |
| Classement général |                    |           |                        |                 |
| Coureur | Coureur            | Pays      | Équipe                 | Temps           |
| 1er | Simone Consonni    | Italie    | UAE Team Emirates      | 3 h 31 min 55 s |
| 2e | Ben Hill           | Australie | Ljubljana Gusto Xaurum | + 0 s           |
| 3e | Jon Božič          | Slovénie  | Adria Mobil            | + 2 s           |
| 4e | Matteo Pelucchi    | Italie    | Bora-Hansgrohe         | + 3 s           |
| 5e | Niccolò Bonifazio  | Italie    | Bahrain-Merida         | + 4 s           |
| 6e | Juraj Bellan       | Slovaquie | Dukla Banská Bystrica  | + 6 s           |
| 7e | Luka Mezgec        | Slovénie  | Mitchelton-Scott       | + 8 s           |
| 8e | Rick Zabel         | Allemagne | Katusha-Alpecin        | + 10 s          |
| 9e | Sondre Holst Enger | Norvège   | Israel Cycling Academy | + 10 s          |
| 10e | Timo Roosen        | Pays-Bas  | LottoNL-Jumbo          | + 10 s          |

### 2eétape
| \| Classement de l'étape \| Classement de l'étape \| Classement de l'étape \| Classement de l'étape \| Classement de l'étape \| \| Coureur \| Coureur \| Pays \| Équipe \| Temps \| \| --------------------- \| --------------------- \| --------------------- \| ------------------------------- \| --------------------- \| \| 1er \| Dylan Groenewegen \| Pays-Bas \| LottoNL-Jumbo \| 3 h 35 min 43 s \| \| 2e \| Matteo Pelucchi \| Italie \| Bora-Hansgrohe \| + 0 s \| \| 3e \| Caleb Ewan \| Australie \| Mitchelton-Scott \| + 0 s \| \| 4e \| Simone Consonni \| Italie \| UAE Team Emirates \| + 0 s \| \| 5e \| Manuel Belletti \| Italie \| Androni Giocattoli-Sidermec \| + 0 s \| \| 6e \| Mark Cavendish \| Royaume-Uni \| Dimension Data \| + 0 s \| \| 7e \| Dušan Rajović \| Serbie \| Adria Mobil \| + 0 s \| \| 8e \| Damiano Cima \| Italie \| Nippo-Vini Fantini-Europa Ovini \| + 0 s \| \| 9e \| Rok Korošec \| Slovénie \| My Bike-Stevens \| + 0 s \| \| 10e \| Paolo Totò \| Italie \| Sangemini-MG.Kvis-Vega \| + 0 s \| |                   |             |                                 |                 |
| |                   |             |                                 |                 |
| Source : ProCyclingStats |                   |             |                                 |                 |
| Classement de l'étape |                   |             |                                 |                 |
| Coureur | Coureur           | Pays        | Équipe                          | Temps           |
| 1er | Dylan Groenewegen | Pays-Bas    | LottoNL-Jumbo                   | 3 h 35 min 43 s |
| 2e | Matteo Pelucchi   | Italie      | Bora-Hansgrohe                  | + 0 s           |
| 3e | Caleb Ewan        | Australie   | Mitchelton-Scott                | + 0 s           |
| 4e | Simone Consonni   | Italie      | UAE Team Emirates               | + 0 s           |
| 5e | Manuel Belletti   | Italie      | Androni Giocattoli-Sidermec     | + 0 s           |
| 6e | Mark Cavendish    | Royaume-Uni | Dimension Data                  | + 0 s           |
| 7e | Dušan Rajović     | Serbie      | Adria Mobil                     | + 0 s           |
| 8e | Damiano Cima      | Italie      | Nippo-Vini Fantini-Europa Ovini | + 0 s           |
| 9e | Rok Korošec       | Slovénie    | My Bike-Stevens                 | + 0 s           |
| 10e | Paolo Totò        | Italie      | Sangemini-MG.Kvis-Vega          | + 0 s           |

| \| Classement général \| Classement général \| Classement général \| Classement général \| Classement général \| \| Coureur \| Coureur \| Pays \| Équipe \| Temps \| \| ------------------ \| ------------------ \| ------------------ \| ---------------------- \| ------------------ \| \| 1er \| Ben Hill \| Australie \| Ljubljana Gusto Xaurum \| 7 h 07 min 33 s \| \| 2e \| Matteo Pelucchi \| Italie \| Bora-Hansgrohe \| + 3 s \| \| 3e \| Simone Consonni \| Italie \| UAE Team Emirates \| + 5 s \| \| 4e \| Dylan Groenewegen \| Pays-Bas \| LottoNL-Jumbo \| + 5 s \| \| 5e \| Gašper Katrašnik \| Slovénie \| Adria Mobil \| + 7 s \| \| 6e \| Jon Božič \| Slovénie \| Adria Mobil \| + 8 s \| \| 7e \| Caleb Ewan \| Australie \| Mitchelton-Scott \| + 11 s \| \| 8e \| Juraj Bellan \| Slovaquie \| Dukla Banská Bystrica \| + 13 s \| \| 9e \| Rok Korošec \| Slovénie \| My Bike-Stevens \| + 15 s \| \| 10e \| Luka Mezgec \| Slovénie \| Mitchelton-Scott \| + 15 s \| |                   |           |                        |                 |
| |                   |           |                        |                 |
| Source : ProCyclingStats |                   |           |                        |                 |
| Classement général |                   |           |                        |                 |
| Coureur | Coureur           | Pays      | Équipe                 | Temps           |
| 1er | Ben Hill          | Australie | Ljubljana Gusto Xaurum | 7 h 07 min 33 s |
| 2e | Matteo Pelucchi   | Italie    | Bora-Hansgrohe         | + 3 s           |
| 3e | Simone Consonni   | Italie    | UAE Team Emirates      | + 5 s           |
| 4e | Dylan Groenewegen | Pays-Bas  | LottoNL-Jumbo          | + 5 s           |
| 5e | Gašper Katrašnik  | Slovénie  | Adria Mobil            | + 7 s           |
| 6e | Jon Božič         | Slovénie  | Adria Mobil            | + 8 s           |
| 7e | Caleb Ewan        | Australie | Mitchelton-Scott       | + 11 s          |
| 8e | Juraj Bellan      | Slovaquie | Dukla Banská Bystrica  | + 13 s          |
| 9e | Rok Korošec       | Slovénie  | My Bike-Stevens        | + 15 s          |
| 10e | Luka Mezgec       | Slovénie  | Mitchelton-Scott       | + 15 s          |

### 3eétape
| \| Classement de l'étape \| Classement de l'étape \| Classement de l'étape \| Classement de l'étape \| Classement de l'étape \| \| Coureur \| Coureur \| Pays \| Équipe \| Temps \| \| --------------------- \| --------------------- \| --------------------- \| ------------------------------- \| --------------------- \| \| 1er \| Rigoberto Urán \| Colombie \| EF Education First-Drapac \| 4 h 00 min 56 s \| \| 2e \| Daryl Impey \| Afrique du Sud \| Mitchelton-Scott \| + 0 s \| \| 3e \| Primož Roglič \| Slovénie \| LottoNL-Jumbo \| + 4 s \| \| 4e \| Rafał Majka \| Pologne \| Bora-Hansgrohe \| + 4 s \| \| 5e \| Ildar Arslanov \| Russie \| Gazprom-RusVelo \| + 6 s \| \| 6e \| Robert Kišerlovski \| Croatie \| Katusha-Alpecin \| + 11 s \| \| 7e \| Marco Canola \| Italie \| Nippo-Vini Fantini-Europa Ovini \| + 12 s \| \| 8e \| Michael Storer \| Australie \| Team Sunweb \| + 14 s \| \| 9e \| Davide Formolo \| Italie \| Bora-Hansgrohe \| + 14 s \| \| 10e \| Matej Mohorič \| Slovénie \| Bahrain-Merida \| + 17 s \| |                    |                |                                 |                 |
| |                    |                |                                 |                 |
| Source : ProCyclingStats |                    |                |                                 |                 |
| Classement de l'étape |                    |                |                                 |                 |
| Coureur | Coureur            | Pays           | Équipe                          | Temps           |
| 1er | Rigoberto Urán     | Colombie       | EF Education First-Drapac       | 4 h 00 min 56 s |
| 2e | Daryl Impey        | Afrique du Sud | Mitchelton-Scott                | + 0 s           |
| 3e | Primož Roglič      | Slovénie       | LottoNL-Jumbo                   | + 4 s           |
| 4e | Rafał Majka        | Pologne        | Bora-Hansgrohe                  | + 4 s           |
| 5e | Ildar Arslanov     | Russie         | Gazprom-RusVelo                 | + 6 s           |
| 6e | Robert Kišerlovski | Croatie        | Katusha-Alpecin                 | + 11 s          |
| 7e | Marco Canola       | Italie         | Nippo-Vini Fantini-Europa Ovini | + 12 s          |
| 8e | Michael Storer     | Australie      | Team Sunweb                     | + 14 s          |
| 9e | Davide Formolo     | Italie         | Bora-Hansgrohe                  | + 14 s          |
| 10e | Matej Mohorič      | Slovénie       | Bahrain-Merida                  | + 17 s          |

| \| Classement général \| Classement général \| Classement général \| Classement général \| Classement général \| \| Coureur \| Coureur \| Pays \| Équipe \| Temps \| \| ------------------ \| ------------------ \| ------------------ \| ------------------------------- \| ------------------ \| \| 1er \| Rigoberto Urán \| Colombie \| EF Education First-Drapac \| 11 h 08 min 34 s \| \| 2e \| Daryl Impey \| Afrique du Sud \| Mitchelton-Scott \| + 4 s \| \| 3e \| Primož Roglič \| Slovénie \| LottoNL-Jumbo \| + 10 s \| \| 4e \| Rafał Majka \| Pologne \| Bora-Hansgrohe \| + 14 s \| \| 5e \| Ildar Arslanov \| Russie \| Gazprom-RusVelo \| + 16 s \| \| 6e \| Robert Kišerlovski \| Croatie \| Katusha-Alpecin \| + 21 s \| \| 7e \| Marco Canola \| Italie \| Nippo-Vini Fantini-Europa Ovini \| + 22 s \| \| 8e \| Davide Formolo \| Italie \| Bora-Hansgrohe \| + 24 s \| \| 9e \| Michael Storer \| Australie \| Team Sunweb \| + 24 s \| \| 10e \| Matej Mohorič \| Slovénie \| Bahrain-Merida \| + 25 s \| |                    |                |                                 |                  |
| |                    |                |                                 |                  |
| Source : ProCyclingStats |                    |                |                                 |                  |
| Classement général |                    |                |                                 |                  |
| Coureur | Coureur            | Pays           | Équipe                          | Temps            |
| 1er | Rigoberto Urán     | Colombie       | EF Education First-Drapac       | 11 h 08 min 34 s |
| 2e | Daryl Impey        | Afrique du Sud | Mitchelton-Scott                | + 4 s            |
| 3e | Primož Roglič      | Slovénie       | LottoNL-Jumbo                   | + 10 s           |
| 4e | Rafał Majka        | Pologne        | Bora-Hansgrohe                  | + 14 s           |
| 5e | Ildar Arslanov     | Russie         | Gazprom-RusVelo                 | + 16 s           |
| 6e | Robert Kišerlovski | Croatie        | Katusha-Alpecin                 | + 21 s           |
| 7e | Marco Canola       | Italie         | Nippo-Vini Fantini-Europa Ovini | + 22 s           |
| 8e | Davide Formolo     | Italie         | Bora-Hansgrohe                  | + 24 s           |
| 9e | Michael Storer     | Australie      | Team Sunweb                     | + 24 s           |
| 10e | Matej Mohorič      | Slovénie       | Bahrain-Merida                  | + 25 s           |

### 4eétape
| \| Classement de l'étape \| Classement de l'étape \| Classement de l'étape \| Classement de l'étape \| Classement de l'étape \| \| Coureur \| Coureur \| Pays \| Équipe \| Temps \| \| --------------------- \| --------------------- \| --------------------- \| --------------------------- \| --------------------- \| \| 1er \| Primož Roglič \| Slovénie \| LottoNL-Jumbo \| 3 h 44 min 53 s \| \| 2e \| Matej Mohorič \| Slovénie \| Bahrain-Merida \| + 33 s \| \| 3e \| Rafał Majka \| Pologne \| Bora-Hansgrohe \| + 33 s \| \| 4e \| Tadej Pogačar \| Slovénie \| Ljubljana Gusto Xaurum \| + 33 s \| \| 5e \| Rigoberto Urán \| Colombie \| EF Education First-Drapac \| + 33 s \| \| 6e \| Michael Storer \| Australie \| Team Sunweb \| + 33 s \| \| 7e \| Ildar Arslanov \| Russie \| Gazprom-RusVelo \| + 33 s \| \| 8e \| Chris Hamilton \| Australie \| Team Sunweb \| + 33 s \| \| 9e \| Janez Brajkovič \| Slovénie \| Adria Mobil \| + 33 s \| \| 10e \| Iván Sosa \| Colombie \| Androni Giocattoli-Sidermec \| + 33 s \| |                 |           |                             |                 |
| |                 |           |                             |                 |
| Source : ProCyclingStats |                 |           |                             |                 |
| Classement de l'étape |                 |           |                             |                 |
| Coureur | Coureur         | Pays      | Équipe                      | Temps           |
| 1er | Primož Roglič   | Slovénie  | LottoNL-Jumbo               | 3 h 44 min 53 s |
| 2e | Matej Mohorič   | Slovénie  | Bahrain-Merida              | + 33 s          |
| 3e | Rafał Majka     | Pologne   | Bora-Hansgrohe              | + 33 s          |
| 4e | Tadej Pogačar   | Slovénie  | Ljubljana Gusto Xaurum      | + 33 s          |
| 5e | Rigoberto Urán  | Colombie  | EF Education First-Drapac   | + 33 s          |
| 6e | Michael Storer  | Australie | Team Sunweb                 | + 33 s          |
| 7e | Ildar Arslanov  | Russie    | Gazprom-RusVelo             | + 33 s          |
| 8e | Chris Hamilton  | Australie | Team Sunweb                 | + 33 s          |
| 9e | Janez Brajkovič | Slovénie  | Adria Mobil                 | + 33 s          |
| 10e | Iván Sosa       | Colombie  | Androni Giocattoli-Sidermec | + 33 s          |

| \| Classement général \| Classement général \| Classement général \| Classement général \| Classement général \| \| Coureur \| Coureur \| Pays \| Équipe \| Temps \| \| ------------------ \| ------------------ \| ------------------ \| ------------------------------- \| ------------------ \| \| 1er \| Primož Roglič \| Slovénie \| LottoNL-Jumbo \| 14 h 53 min 27 s \| \| 2e \| Rigoberto Urán \| Colombie \| EF Education First-Drapac \| + 33 s \| \| 3e \| Rafał Majka \| Pologne \| Bora-Hansgrohe \| + 43 s \| \| 4e \| Ildar Arslanov \| Russie \| Gazprom-RusVelo \| + 49 s \| \| 5e \| Matej Mohorič \| Slovénie \| Bahrain-Merida \| + 52 s \| \| 6e \| Michael Storer \| Australie \| Team Sunweb \| + 57 s \| \| 7e \| Tadej Pogačar \| Slovénie \| Ljubljana Gusto Xaurum \| + 1 min 00 s \| \| 8e \| Janez Brajkovič \| Slovénie \| Adria Mobil \| + 1 min 07 s \| \| 9e \| Robert Kišerlovski \| Croatie \| Katusha-Alpecin \| + 1 min 59 s \| \| 10e \| Marco Canola \| Italie \| Nippo-Vini Fantini-Europa Ovini \| + 2 min 00 s \| |                    |           |                                 |                  |
| |                    |           |                                 |                  |
| Source : ProCyclingStats |                    |           |                                 |                  |
| Classement général |                    |           |                                 |                  |
| Coureur | Coureur            | Pays      | Équipe                          | Temps            |
| 1er | Primož Roglič      | Slovénie  | LottoNL-Jumbo                   | 14 h 53 min 27 s |
| 2e | Rigoberto Urán     | Colombie  | EF Education First-Drapac       | + 33 s           |
| 3e | Rafał Majka        | Pologne   | Bora-Hansgrohe                  | + 43 s           |
| 4e | Ildar Arslanov     | Russie    | Gazprom-RusVelo                 | + 49 s           |
| 5e | Matej Mohorič      | Slovénie  | Bahrain-Merida                  | + 52 s           |
| 6e | Michael Storer     | Australie | Team Sunweb                     | + 57 s           |
| 7e | Tadej Pogačar      | Slovénie  | Ljubljana Gusto Xaurum          | + 1 min 00 s     |
| 8e | Janez Brajkovič    | Slovénie  | Adria Mobil                     | + 1 min 07 s     |
| 9e | Robert Kišerlovski | Croatie   | Katusha-Alpecin                 | + 1 min 59 s     |
| 10e | Marco Canola       | Italie    | Nippo-Vini Fantini-Europa Ovini | + 2 min 00 s     |

### 5eétape
| \| Classement de l'étape \| Classement de l'étape \| Classement de l'étape \| Classement de l'étape \| Classement de l'étape \| \| Coureur \| Coureur \| Pays \| Équipe \| Temps \| \| --------------------- \| --------------------- \| --------------------- \| ------------------------- \| --------------------- \| \| 1er \| Primož Roglič \| Slovénie \| LottoNL-Jumbo \| 24 min 46 s \| \| 2e \| Jan Tratnik \| Slovénie \| CCC Sprandi Polkowice \| + 27 s \| \| 3e \| Josef Černý \| Tchéquie \| Elkov-Author \| + 36 s \| \| 4e \| Jack Bauer \| Nouvelle-Zélande \| Mitchelton-Scott \| + 38 s \| \| 5e \| Thomas Scully \| Nouvelle-Zélande \| EF Education First-Drapac \| + 44 s \| \| 6e \| Luke Durbridge \| Australie \| Mitchelton-Scott \| + 47 s \| \| 7e \| Roger Kluge \| Allemagne \| Mitchelton-Scott \| + 47 s \| \| 8e \| Alex Dowsett \| Royaume-Uni \| Katusha-Alpecin \| + 52 s \| \| 9e \| Vegard Stake Laengen \| Norvège \| UAE Team Emirates \| + 53 s \| \| 10e \| Nils Politt \| Allemagne \| Katusha-Alpecin \| + 56 s \| |                      |                  |                           |             |
| |                      |                  |                           |             |
| Source : ProCyclingStats |                      |                  |                           |             |
| Classement de l'étape |                      |                  |                           |             |
| Coureur | Coureur              | Pays             | Équipe                    | Temps       |
| 1er | Primož Roglič        | Slovénie         | LottoNL-Jumbo             | 24 min 46 s |
| 2e | Jan Tratnik          | Slovénie         | CCC Sprandi Polkowice     | + 27 s      |
| 3e | Josef Černý          | Tchéquie         | Elkov-Author              | + 36 s      |
| 4e | Jack Bauer           | Nouvelle-Zélande | Mitchelton-Scott          | + 38 s      |
| 5e | Thomas Scully        | Nouvelle-Zélande | EF Education First-Drapac | + 44 s      |
| 6e | Luke Durbridge       | Australie        | Mitchelton-Scott          | + 47 s      |
| 7e | Roger Kluge          | Allemagne        | Mitchelton-Scott          | + 47 s      |
| 8e | Alex Dowsett         | Royaume-Uni      | Katusha-Alpecin           | + 52 s      |
| 9e | Vegard Stake Laengen | Norvège          | UAE Team Emirates         | + 53 s      |
| 10e | Nils Politt          | Allemagne        | Katusha-Alpecin           | + 56 s      |

## Classements finals

### Classement général
| \| Classement général \| Classement général \| Classement général \| Classement général \| Classement général \| \| Coureur \| Coureur \| Pays \| Équipe \| Temps \| \| ------------------ \| -------------------- \| ------------------ \| ------------------------- \| ------------------ \| \| 1er \| Primož Roglič \| Slovénie \| LottoNL-Jumbo \| 15 h 18 min 13 s \| \| 2e \| Rigoberto Urán \| Colombie \| EF Education First-Drapac \| + 1 min 50 s \| \| 3e \| Matej Mohorič \| Slovénie \| Bahrain-Merida \| + 2 min 14 s \| \| 4e \| Tadej Pogačar \| Slovénie \| Ljubljana Gusto Xaurum \| + 2 min 16 s \| \| 5e \| Michael Storer \| Australie \| Team Sunweb \| + 2 min 18 s \| \| 6e \| Rafał Majka \| Pologne \| Bora-Hansgrohe \| + 2 min 21 s \| \| 7e \| Josef Černý \| Tchéquie \| Elkov-Author \| + 3 min 09 s \| \| 8e \| Janez Brajkovič \| Slovénie \| Adria Mobil \| + 3 min 15 s \| \| 9e \| Ildar Arslanov \| Russie \| Gazprom-RusVelo \| + 3 min 15 s \| \| 10e \| Vegard Stake Laengen \| Norvège \| UAE Team Emirates \| + 3 min 16 s \| |                      |           |                           |                  |
| |                      |           |                           |                  |
| Sources : ProCyclingStats Cycling Archives |                      |           |                           |                  |
| Classement général |                      |           |                           |                  |
| Coureur | Coureur              | Pays      | Équipe                    | Temps            |
| 1er | Primož Roglič        | Slovénie  | LottoNL-Jumbo             | 15 h 18 min 13 s |
| 2e | Rigoberto Urán       | Colombie  | EF Education First-Drapac | + 1 min 50 s     |
| 3e | Matej Mohorič        | Slovénie  | Bahrain-Merida            | + 2 min 14 s     |
| 4e | Tadej Pogačar        | Slovénie  | Ljubljana Gusto Xaurum    | + 2 min 16 s     |
| 5e | Michael Storer       | Australie | Team Sunweb               | + 2 min 18 s     |
| 6e | Rafał Majka          | Pologne   | Bora-Hansgrohe            | + 2 min 21 s     |
| 7e | Josef Černý          | Tchéquie  | Elkov-Author              | + 3 min 09 s     |
| 8e | Janez Brajkovič      | Slovénie  | Adria Mobil               | + 3 min 15 s     |
| 9e | Ildar Arslanov       | Russie    | Gazprom-RusVelo           | + 3 min 15 s     |
| 10e | Vegard Stake Laengen | Norvège   | UAE Team Emirates         | + 3 min 16 s     |

### Classement de la montagne
| Classement de la montagne | Classement de la montagne | Classement de la montagne | Classement de la montagne   | Classement de la montagne |
| Coureur                   | Coureur                   | Pays                      | Équipe                      | Points                    |
| ------------------------- | ------------------------- | ------------------------- | --------------------------- | ------------------------- |
| 1er                       | Fausto Masnada            | Italie                    | Androni Giocattoli-Sidermec | 18 pts                    |
| 2e                        | Primož Roglič             | Slovénie                  | LottoNL-Jumbo               | 12 pts                    |
| 3e                        | Domen Novak               | Slovénie                  | Bahrain-Merida              | 8 pts                     |
| 4e                        | Alexander Foliforov       | Russie                    | Gazprom-RusVelo             | 6 pts                     |
| 5e                        | Ben Hill                  | Australie                 | Ljubljana Gusto Xaurum      | 4 pts                     |
| 6e                        | Rigoberto Urán            | Colombie                  | EF Education First-Drapac   | 4 pts                     |
| 7e                        | Rafał Majka               | Pologne                   | Bora-Hansgrohe              | 4 pts                     |
| 8e                        | Ildar Arslanov            | Russie                    | Gazprom-RusVelo             | 4 pts                     |
| 9e                        | Jai Hindley               | Australie                 | Team Sunweb                 | 4 pts                     |
| 10e                       | Žiga Grošelj              | Slovénie                  | Adria Mobil                 | 4 pts                     |

### Classement par points
| Classement par points | Classement par points | Classement par points | Classement par points     | Classement par points |
| Coureur               | Coureur               | Pays                  | Équipe                    | Points                |
| --------------------- | --------------------- | --------------------- | ------------------------- | --------------------- |
| 1er                   | Simone Consonni       | Italie                | UAE Team Emirates         | 52 pts                |
| 2e                    | Matteo Pelucchi       | Italie                | Bora-Hansgrohe            | 44 pts                |
| 3e                    | Primož Roglič         | Slovénie              | LottoNL-Jumbo             | 41 pts                |
| 4e                    | Rigoberto Urán        | Colombie              | EF Education First-Drapac | 37 pts                |
| 5e                    | Rafał Majka           | Pologne               | Bora-Hansgrohe            | 30 pts                |
| 6e                    | Matej Mohorič         | Slovénie              | Bahrain-Merida            | 29 pts                |
| 7e                    | Dylan Groenewegen     | Pays-Bas              | LottoNL-Jumbo             | 25 pts                |
| 8e                    | Ben Hill              | Australie             | Ljubljana Gusto Xaurum    | 24 pts                |
| 9e                    | Ildar Arslanov        | Russie                | Gazprom-RusVelo           | 21 pts                |
| 10e                   | Tadej Pogačar         | Slovénie              | Ljubljana Gusto Xaurum    | 19 pts                |

### Classement du meilleur jeune
| Classement du meilleur jeune | Classement du meilleur jeune | Classement du meilleur jeune | Classement du meilleur jeune    | Classement du meilleur jeune |
| Coureur                      | Coureur                      | Pays                         | Équipe                          | Temps                        |
| ---------------------------- | ---------------------------- | ---------------------------- | ------------------------------- | ---------------------------- |
| 1er                          | Tadej Pogačar                | Slovénie                     | Ljubljana Gusto Xaurum          | 15 h 20 min 29 s             |
| 2e                           | Michael Storer               | Australie                    | Team Sunweb                     | + 2 s                        |
| 3e                           | Jai Hindley                  | Australie                    | Team Sunweb                     | + 1 min 44 s                 |
| 4e                           | Iván Sosa                    | Colombie                     | Androni Giocattoli-Sidermec     | + 6 min 45 s                 |
| 5e                           | Jakub Otruba                 | Tchéquie                     | Elkov-Author                    | + 10 min 16 s                |
| 6e                           | Dario Puccioni               | Italie                       | Sangemini-MG.Kvis-Vega          | + 17 min 08 s                |
| 7e                           | Joan Bou                     | Espagne                      | Nippo-Vini Fantini-Europa Ovini | + 17 min 49 s                |
| 8e                           | Tilen Finkšt                 | Slovénie                     | Ljubljana Gusto Xaurum          | + 19 min 05 s                |
| 9e                           | Martin Lavric                | Slovénie                     | Slovénie                        | + 19 min 17 s                |
| 10e                          | Omer Goldstein               | Israël                       | Israel Cycling Academy          | + 20 min 40 s                |

## Évolution des classements
| Étape | Vainqueur         | Classement général | Classement par points | Classement de la montagne | Classement du meilleur jeune | Classement par équipe |
| ----- | ----------------- | ------------------ | --------------------- | ------------------------- | ---------------------------- | --------------------- |
| 1     | Simone Consonni   | Simone Consonni    | Simone Consonni       | Benjamin Hill             | Jon Božič                    | Adria Mobil           |
| 2     | Dylan Groenewegen | Benjamin Hill      | Matteo Pelucchi       | Benjamin Hill             | Jon Božič                    | Adria Mobil           |
| 3     | Rigoberto Urán    | Rigoberto Urán     | Matteo Pelucchi       | Primož Roglič             | Michael Storer               | Gazprom-RusVelo       |
| 4     | Primož Roglič     | Primož Roglič      | Simone Consonni       | Fausto Masnada            | Michael Storer               | Sunweb                |
| 5     | Primož Roglič     | Primož Roglič      | Simone Consonni       | Fausto Masnada            | Tadej Pogačar                | Sunweb                |
| Final | Final             | Primož Roglič      | Simone Consonni       | Fausto Masnada            | Tadej Pogačar                | Sunweb                |